# LW3 (Paralympics)
LW3 ist eine Startklasse für Sportler im paralympischen Wintersport für Sportler im Ski Alpin, Ski Nordisch und im Biathlon. Die Zugehörigkeit von Sportlern zur Startklasse ist wie folgt skizziert:
Skisportler der Klasse LW3 haben Behinderungen in beiden Beinen. Eines der folgenden Minimumkriterien muss erfüllt sein:
- Verlust beider unterer Extremitäten zumindest proximal der Metatarsalia - oder
- Kraftverlust beider Beine - oder
- Muskelhypotonie beider Beine - oder
- Ataxie beider unteren Extremitäten - oder
- eindeutige Athetose bei den unteren Extremitäten - oder
- Vorfußdysmelie - oder
- Bewegungsverlust beider Kniegelenke.

Es gilt:
- die Athletin / der Athlet benutzt Prothesen und zwei Ski und zwei Stöcke.

Die Klasseneinteilung kennzeichnet den wettbewerbsrelevanten Grad der funktionellen Behinderung eines Sportlers. Sportler in den Klassen LW1-LW9 starten stehend. Sportler in den Klassen LW1-LW4 (Beinbehinderung) können sich in die Sitzklasse LW12 umklassieren lassen.